# Plaza Muhammad Ali
La Plaza Muhammad Ali es una plaza ubicada en el barrio de Gamboa, en la zona central de la ciudad de Río de Janeiro, Brasil. Con un área de 21,861 metros cuadrados, integra la Orla Conde, un paseo público que bordea la bahía de Guanabara. Fue inaugurada el 17 de julio del 2016 junto con un tramo de la Orla Conde. La plaza fue abierta en el contexto del Porto Maravilha, una operación urbana que busca revitalizar la Zona Portuaria de Río de Janeiro.
El nombre de la plaza es un homenaje a Muhammad Ali, uno de los mayores deportistas del boxeo y símbolo de la lucha contra la desigualdad racial y por los derechos civiles. Muhammad Ali murió el 3 de junio del 2016, casi un mes antes de la inauguración de la plaza.

## Puntos de interés
Los siguientes puntos de interés se sitúan en las cercanías de la plaza:
- AquaRio
- Almacén de la Utopía
- Parada Utopia AquaRio del VLT Carioca
- Fábrica de Espectáculos del Teatro Municipal de Río de Janeiro
- Iglesia de Nossa Senhora da Saúde
- Morro da Saúde
- Túnel Arquitecta Nina Rabha